# Laski Koszalińskie
Laski Koszalińskie (do 1945 niem. Laatzig) – wieś w Polsce położona w województwie zachodniopomorskim, w powiecie koszalińskim, w gminie Biesiekierz. Wieś położona jest w odległości około 4 km na północny wschód od Biesiekierza (siedziby władz gminy), około 12 km od Koszalina (siedziby władz powiatu) oraz około 153 km od Szczecina (siedziby władz województwa).
Według danych z 31 grudnia 2005 r. wieś miała 290 mieszkańców.
Wieś o starej metryce, była lennem rodziny von Münchow i pozostawała w ich posiadaniu do lat 40. XX wieku.
Na terenie miejscowości znajduje się zespół pałacowo-parkowy, z czego tylko park objęty jest ochroną konserwatorską. Pałac wybudowano w końcu XVIII wieku. Jego powierzchnia użytkowa wynosi ok. 1000m². Zabytkowy park krajobrazowy ma powierzchnię 7,2 ha, założony został na przełomie XVIII i XIX w.
Przy wschodniej części wsi ustanowiono podstrefę Laski Koszalińskie – Słupskiej Specjalnej Strefy Ekonomicznej, która obejmuje 1 kompleks o powierzchni 17,58 ha.

## Przypisy

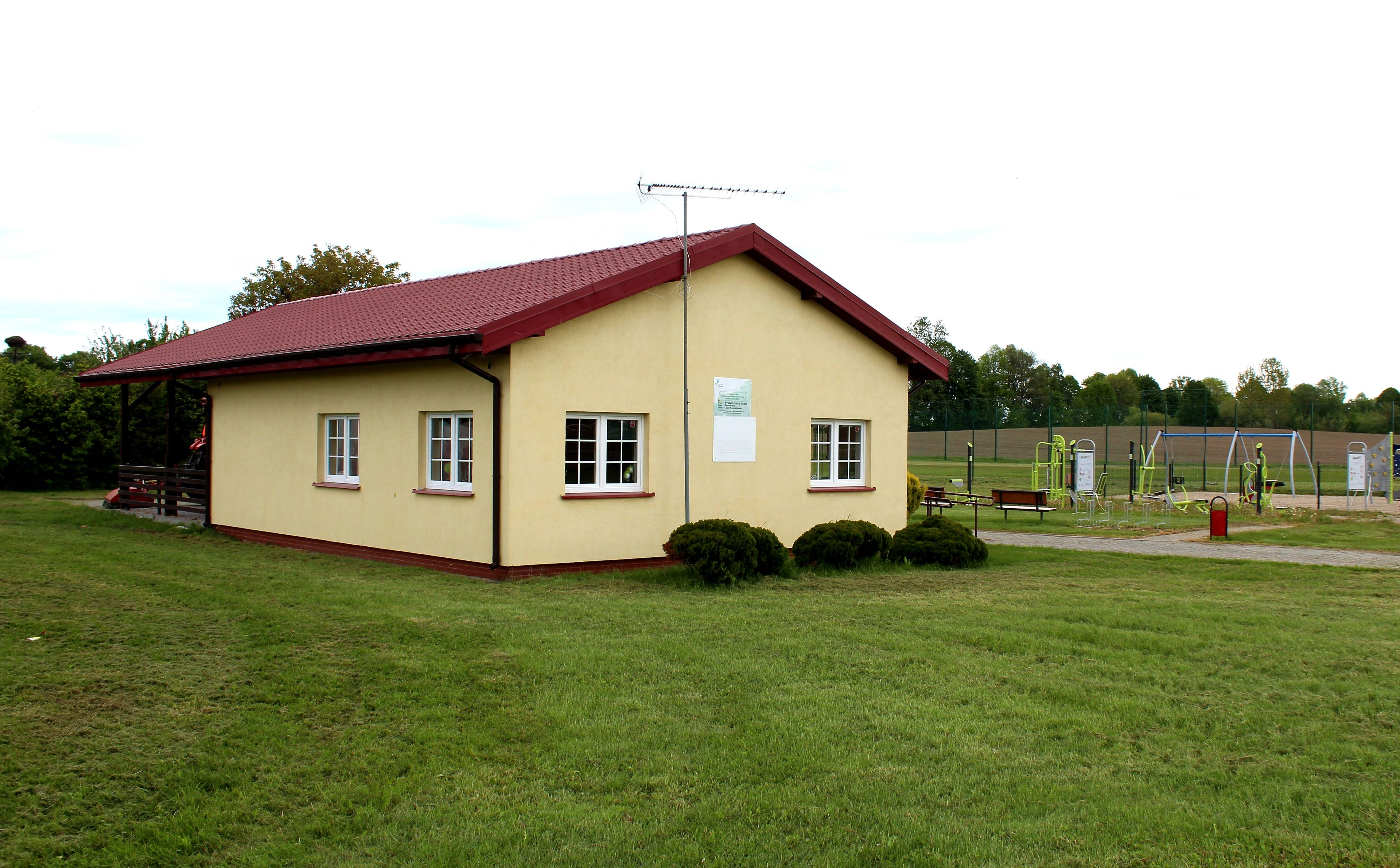
Świetlica wiejska wraz z terenem rekreacyjnym w Laskach Koszalińskich